# Osud (Štěpán Klas)
Osud, nebo O.S.U.D., je ocelová plastika nebo nápis v Komenského sadech pod městskými hradbami v části Lipník nad Bečvou I-Město města Lipníku nad Bečvou. Geograficky se také nachází v okrese Přerov na Moravě v Olomouckém kraji a v nížině Bečevská brána.

## Historie a popis díla
Autorem netradičního díla, které je složené ze stojících písmen latinky O, S, U a D, je český úmělec Štefan Klas (*1959), který je vytvořil v roce 2013. Plastika má také náboženský či přímo křesťanský podtext. Před ní je umístěna kovová deska s vysvětlijící textem:
| „ | Štěpán Klas O.S.U.D. O otec OMNIPOTENS VŠEMOHOUCÍ S syn SANCTUS SVATÝ U úděl UBIQUE VŠUDYPŘÍTOMNÝ D duch DOMINUS BŮH | “ |

## Další informace
Dílo je celoročně volně přístupné.

## Galerie

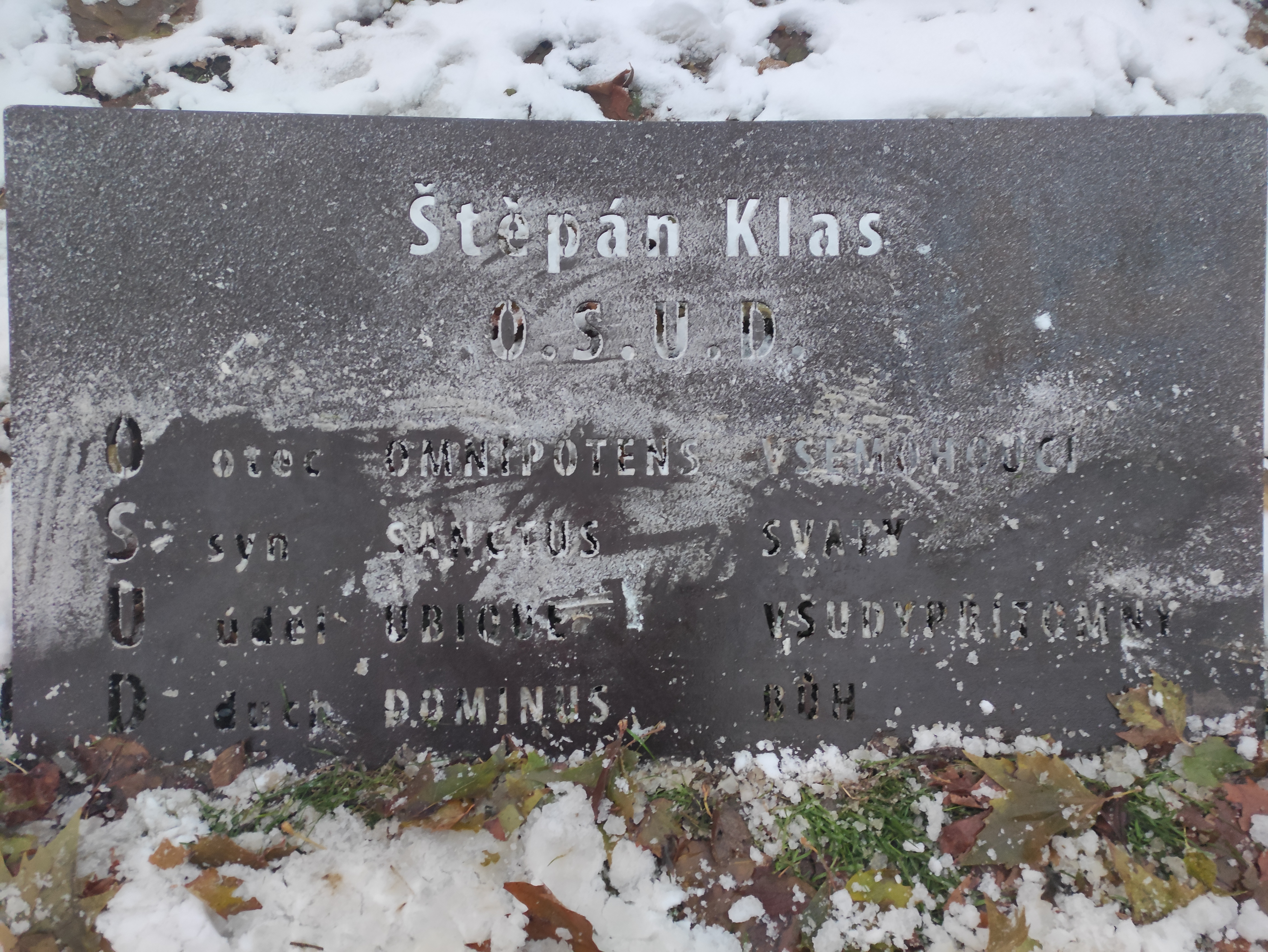
Informační panel u díla